# 自走棋

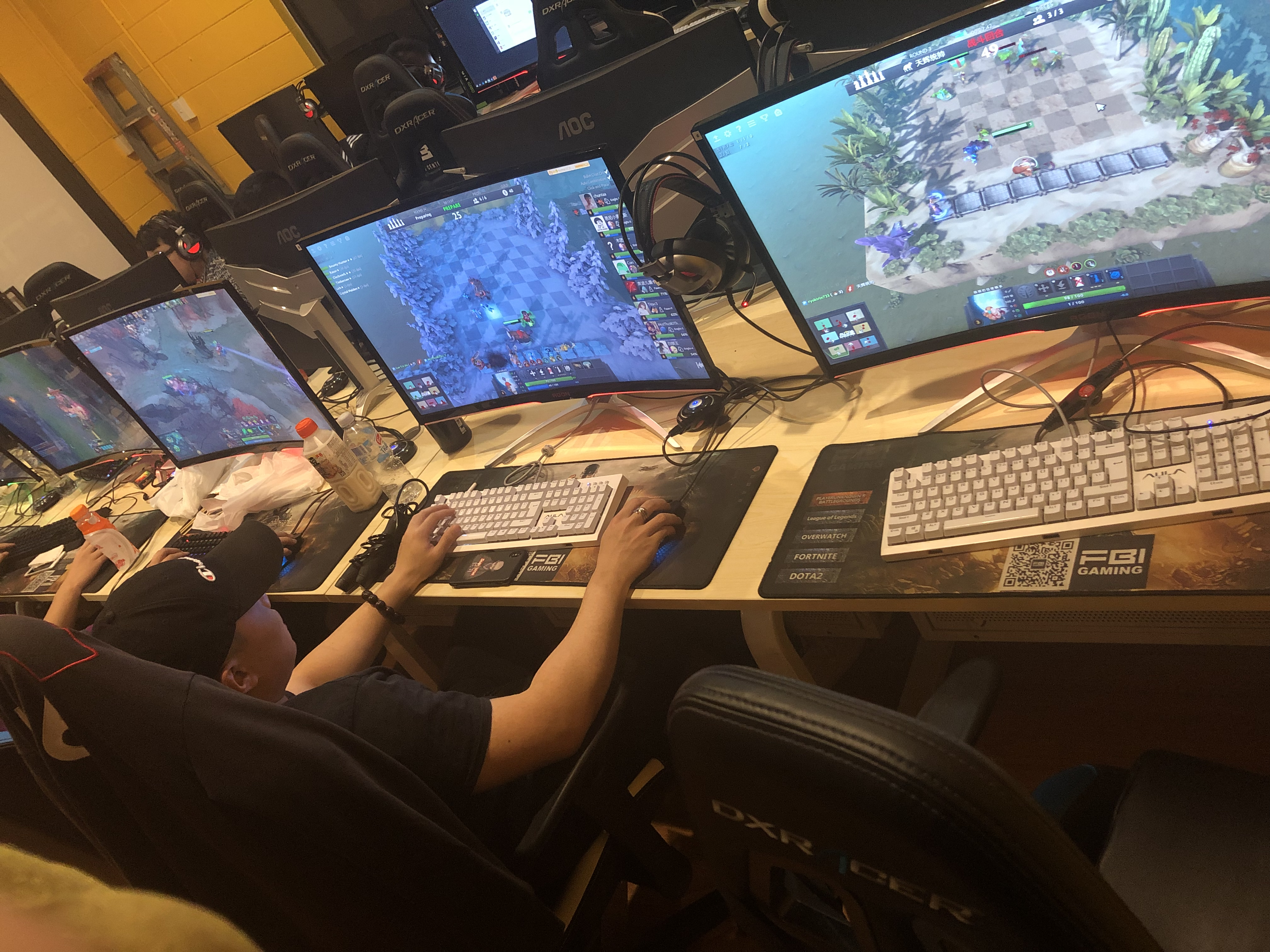
玩家正在遊玩自走棋

自走棋（英語：auto battler / auto chess）是战略游戏的子类型，其特点是类似于国际象棋的元素，玩家在准备阶段将角色放在网格状的战场上，然后在玩家无法直接操控的情况下与对方的角色战斗。早在2008年左右这一类型游戏在《魔兽争霸III》的地图“军团战争”以及其他一些自定义地图中出现。2019年初，由《刀塔自走棋》推广开来，随后，更多知名工作室发布了这一类型的游戏，如《云顶之弈》和《刀塔霸业》。